# Bay Harbor Islands
Bay Harbor Islands és una població dels Estats Units a l'estat de Florida. Segons el cens del 2000 tenia 5.146 habitants.

## Demografia
Segons el cens del 2000, Bay Harbor Islands tenia 5.146 habitants, 2.612 habitatges, i 1.295 famílies. La densitat de població era de 5.370 habitants per km².
Dels 2.612 habitatges en un 20,3% hi vivien nens de menys de 18 anys, en un 35,6% hi vivien parelles casades, en un 10,7% dones solteres, i en un 50,4% no eren unitats familiars. En el 43,1% dels habitatges hi vivien persones soles el 18,6% de les quals corresponia a persones de 65 anys o més que vivien soles. El nombre mitjà de persones vivint en cada habitatge era d'1,97 i el nombre mitjà de persones que vivien en cada família era de 2,71.
Per edats la població es repartia de la següent manera: un 18% tenia menys de 18 anys, un 5% entre 18 i 24, un 32,1% entre 25 i 44, un 21,7% de 45 a 60 i un 23,3% 65 anys o més.
L'edat mediana era de 42 anys. Per cada 100 dones de 18 o més anys hi havia 75,3 homes.
La renda mediana per habitatge era de 38.514 $ i la renda mediana per família de 43.939 $. Els homes tenien una renda mediana de 38.750 $ mentre que les dones 31.044 $. La renda per capita de la població era de 29.261 $. Entorn del 8% de les famílies i el 13,1% de la població estaven per davall del llindar de pobresa.

## Poblacions més properes
El següent diagrama mostra les poblacions més properes.